# كلارك غيليز
كلارك غيليز هو لاعب هوكي جليد كندي، ولد في 7 أبريل 1954 في موسجاو في كندا.

## وصلات خارجية
- كلارك غيليز على موقعبيزبول رفرنس.كوم (الدوري الثانوي) (الإنجليزية)
- كلارك غيليز على موقع دوري الهوكي الوطني (الإنجليزية)
- كلارك غيليز على موقع EliteProspects.com (الإنجليزية)
- كلارك غيليز على موقع HockeyDB.com (الإنجليزية)
- كلارك غيليز على موقع Hockey-Reference.com (الإنجليزية)
- كلارك غيليز على موقع قاعة مشاهير الرياضة في ساسكاتشوان (الإنجليزية)